# Scincella huanrenensis
Scincella huanrenensis là một loài thằn lằn trong họ Scincidae. Loài này được Zhao & Huang mô tả khoa học đầu tiên năm 1982.